# U-277
U-277 – niemiecki okręt podwodny (U-Boot) typu VII C z okresu II wojny światowej. Okręt wszedł do służby w 1942 roku. Jedynym dowódcą był Kptlt. Robert Lübsen. 

## Historia
Wcielony do 8. Flotylli U-Bootów celem szkolenia załogi, od czerwca 1943 roku pływał w składzie 6. Flotylli, zaś od listopada 1943 roku w 13. Flotylli jako jednostka bojowa.
Okręt na wodach arktycznych odbył sześć patroli bojowych, podczas których nie zatopił żadnej jednostki przeciwnika.
U-277 został zatopiony 1 maja 1944 roku na Morzu Norweskim na południowy zachód od Wyspy Niedźwiedziej przez samolot Fairey Swordfish z lotniskowca eskortowego HMS „Fencer”. Zginęła cała 50-osobowa załoga U-Boota.